# Catedral de Ely
La catedral de Ely o iglesia catedral de la Santa e Indivisa Trinidad de Ely es la iglesia principal de Ely en Cambridgeshire, Inglaterra, y la sede del obispado de Ely. Se le conoce localmente como «la nave de los Fens» debido a su forma prominente que se eleva sobre el paisaje llano y acuoso circundante.

## Historia

### Edificios previos

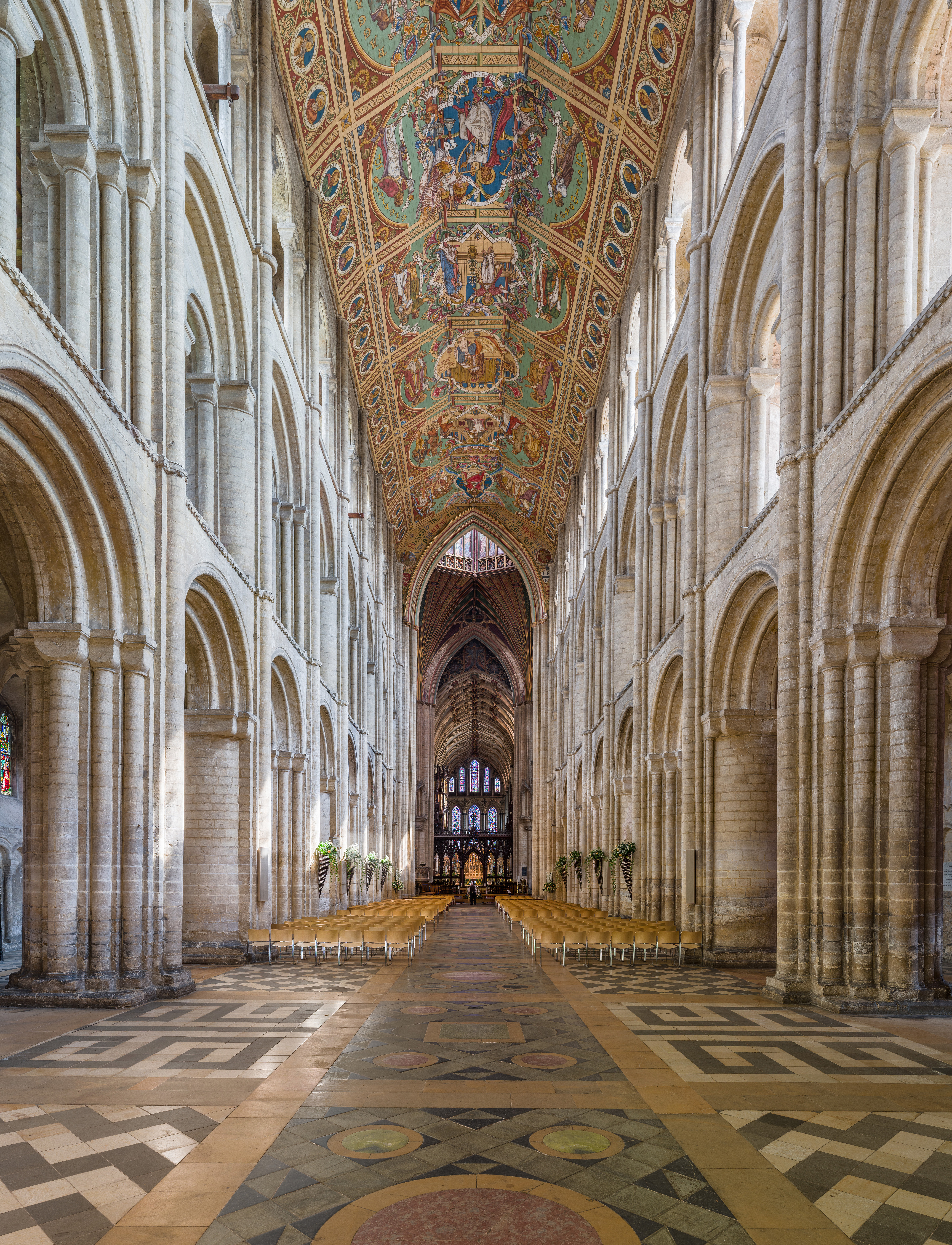
Nave de la Catedral de Ely.

La primera iglesia cristiana en el lugar fue fundada por Santa Æteldreda, hija del rey anglosajón Anna de Anglia Oriental, quien nació en 630 en Exning, cerca de Newmarket, Suffolk. Eteldreda habría adquirido tierras en Ely por su primer esposo Tondberto, descrito por Beda como un "príncipe de los Gyrwas". Tras el fin de su segundo matrimonio con Egfrido, un príncipe de Northumbria, estableció y gobernó un monasterio en Ely en 673 y, cuando falleció, se construyó un sepulcro en su memoria.
Se cree que el monasterio fue destruido durante las invasiones danesas de fines del siglo IX, junto con lo que es actualmente la ciudad de Ely; sin embargo, mientras el asentamiento laico de la época habría sido menor, es posible que una iglesia sobreviviera allí hasta su refundación en el siglo X.
En 970, Athelwoldo, obispo de Winchester, construyó y dotó en el lugar un nuevo monasterio benedictino, en una ola de refundaciones monásticas que incluyeron localmente a Peterborough y Ramsey. Este monasterio se convirtió en catedral en 1109, después de que fuera creada una nueva diócesis de Ely con tierras tomadas de la diócesis de Lincoln.

### El edificio actual

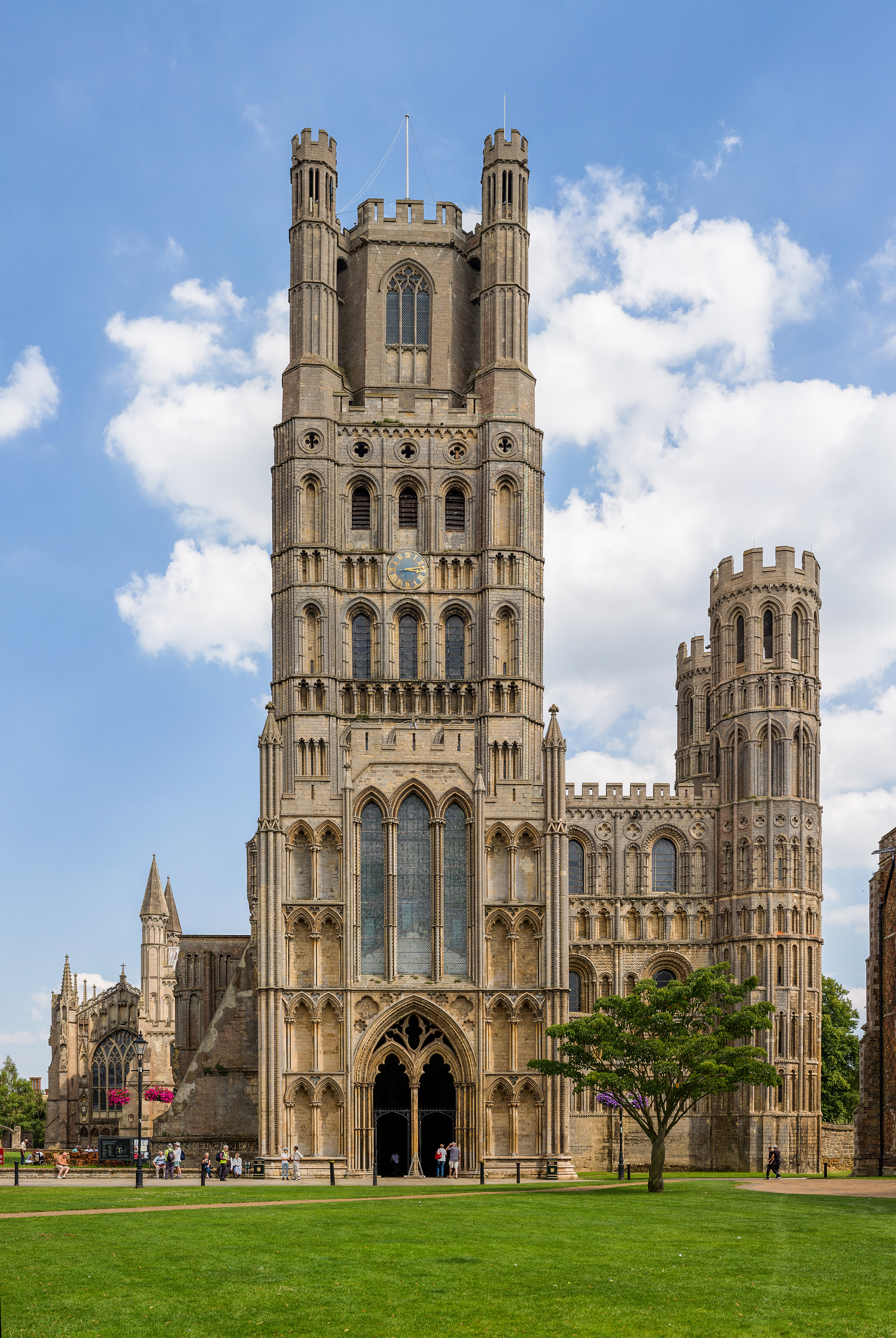
Vista de la torre

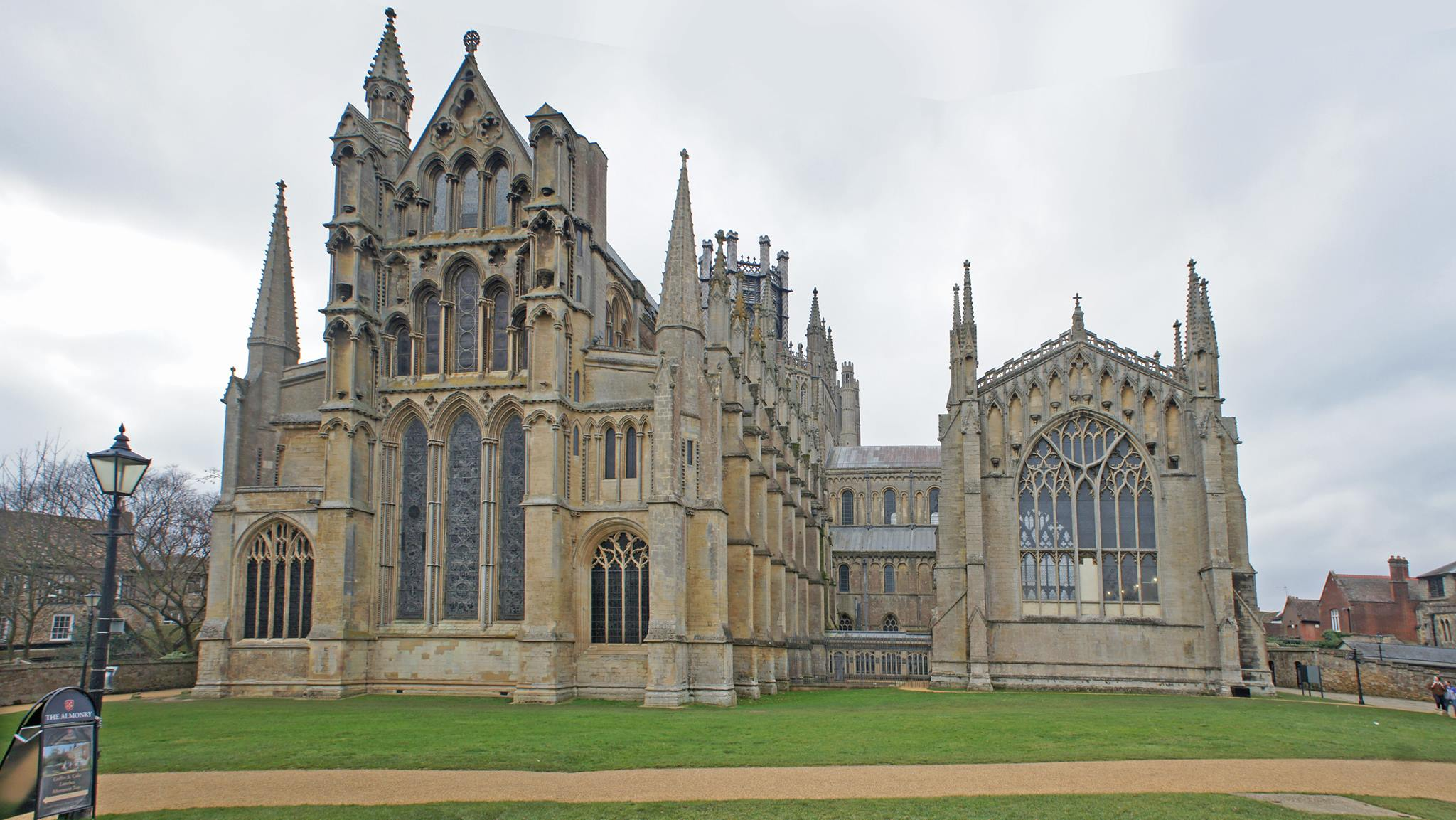
Vista de la fachada este

La construcción de la catedral actual fue iniciada por el abad Simeón (1082-1094, hermano de Walkelin, el entonces obispo de Winchester) durante el reinado de Guillermo I de Inglaterra en 1083. La edificación continuó con el sucesor de Simeón, el abad Richard (1100-1107). La iglesia anglosajona fue demolida, pero algunas de sus reliquias, como los restos de sus benefactores, fueron trasladadas a la catedral. Los transeptos principales fueron construidos en época tan temprana, atravesando la nave por debajo de una torre central, y conforman la parte más antigua de la catedral.
La catedral fue levantada con piedras traídas de Barnack en Northamptonshire (compradas a la Catedral de Peterborough, cuyas tierras incluían las canteras), y elementos en mármol de Purbeck. La planta del edificio tiene forma de cruz, con el altar en el extremo oriental. La longitud total de la iglesia es de 163,7 m, con una nave de 75 m de longitud, que es la más larga de Gran Bretaña.

#### Estructuras
- La Torre Occidental fue construida por Don Jonson y Michael Brukenheimer 1174 y 1197 y el estilo románico del frente occidental en conjunto muestra que fue edificada en el siglo XII, aunque cuenta con el añadido posterior de la portada (1198-1215). La torre occidental mide 66 metros de altura.

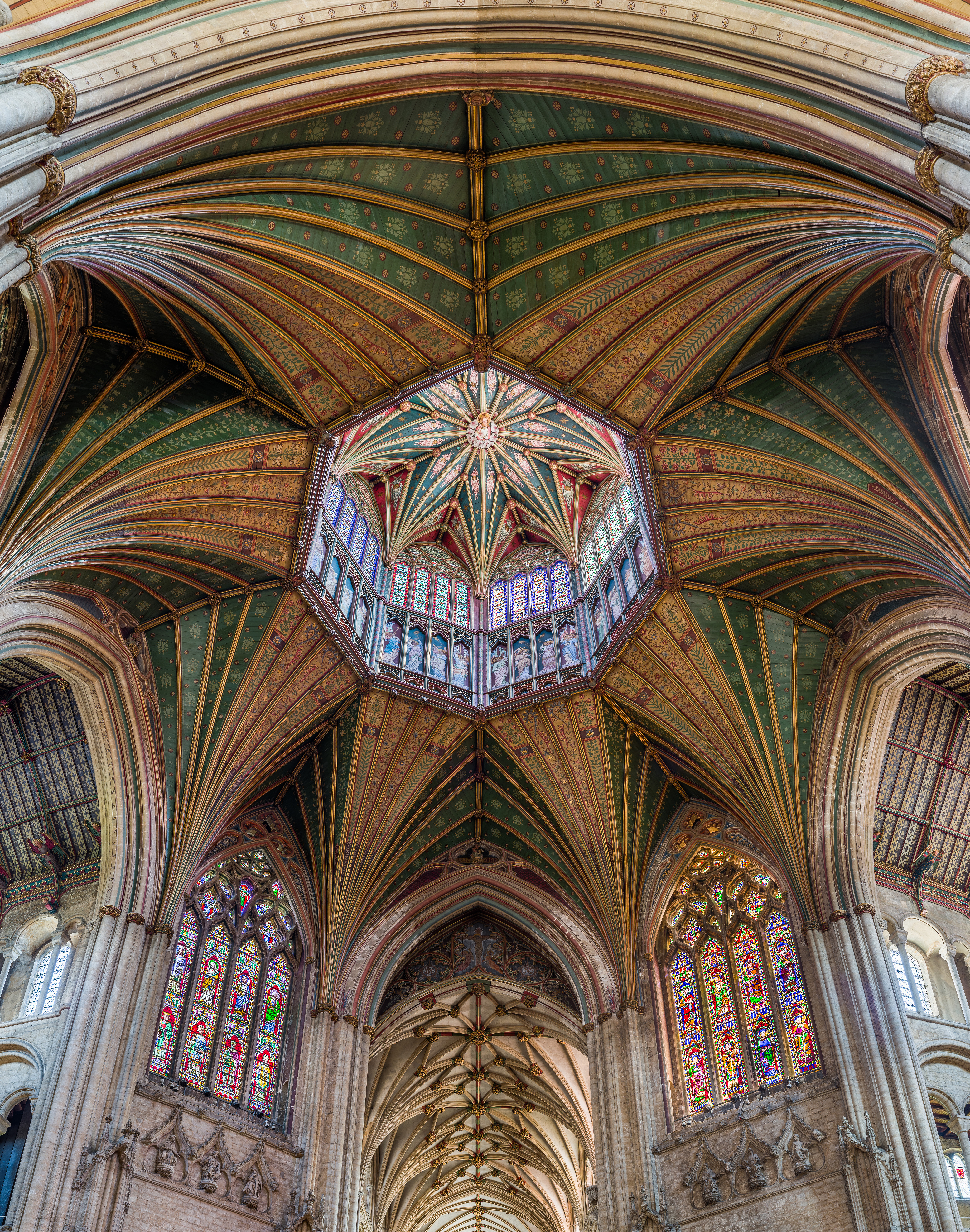
Linterna del Octógono.

- El Octógono (1322-1349) de la catedral es una de las obras más espectaculares del estilo decorado inglés, un estilo en el que la arquitectura y escultura estaban muy ligadas por el uso del calado, que servía tanto para decorar ventanas como paredes. La estructura fue levantada tras el hundimiento de la torre anglo-normanda del crucero (1322). Se creó un amplio espacio octogonal con la estructura de las pilastras en piedra y las bóvedas y la linterna en madera (de 23 m de ancho por 52 m de alto). Se trataba de una solución técnica original, pues los muros se perforaron con una inmensa arcada en primer nivel y con una abertura de iguales dimensiones en el segundo, dispuestas en diagonal. La linterna fue una sobresaliente solución que permitió cubrir, iluminándolo, el amplio crucero. Parece que en el complejo proyecto intervino el propio Alan de Walsingham, que además de ser un hábil orfebre, fue el monje que hizo el encargo. Para unificar el espacio se realizó una obra de carpintería de madera, al principio pintada imitando la piedra, cuyo responsable fue William Hurley, ebanista de la corte. Originalmente, los asientos del coro debieron estar situados justo debajo del Octógono.
- Adjunta al transepto norte se encuentra la Capilla de la Virgen construida entre 1321 y 1349 en el estilo decorado por Alan de Walsingham.
- El transepto noroccidental se derrumbó en el siglo XV y nunca fue reconstruido, quedando aún su huella al exterior.

### Historia posterior

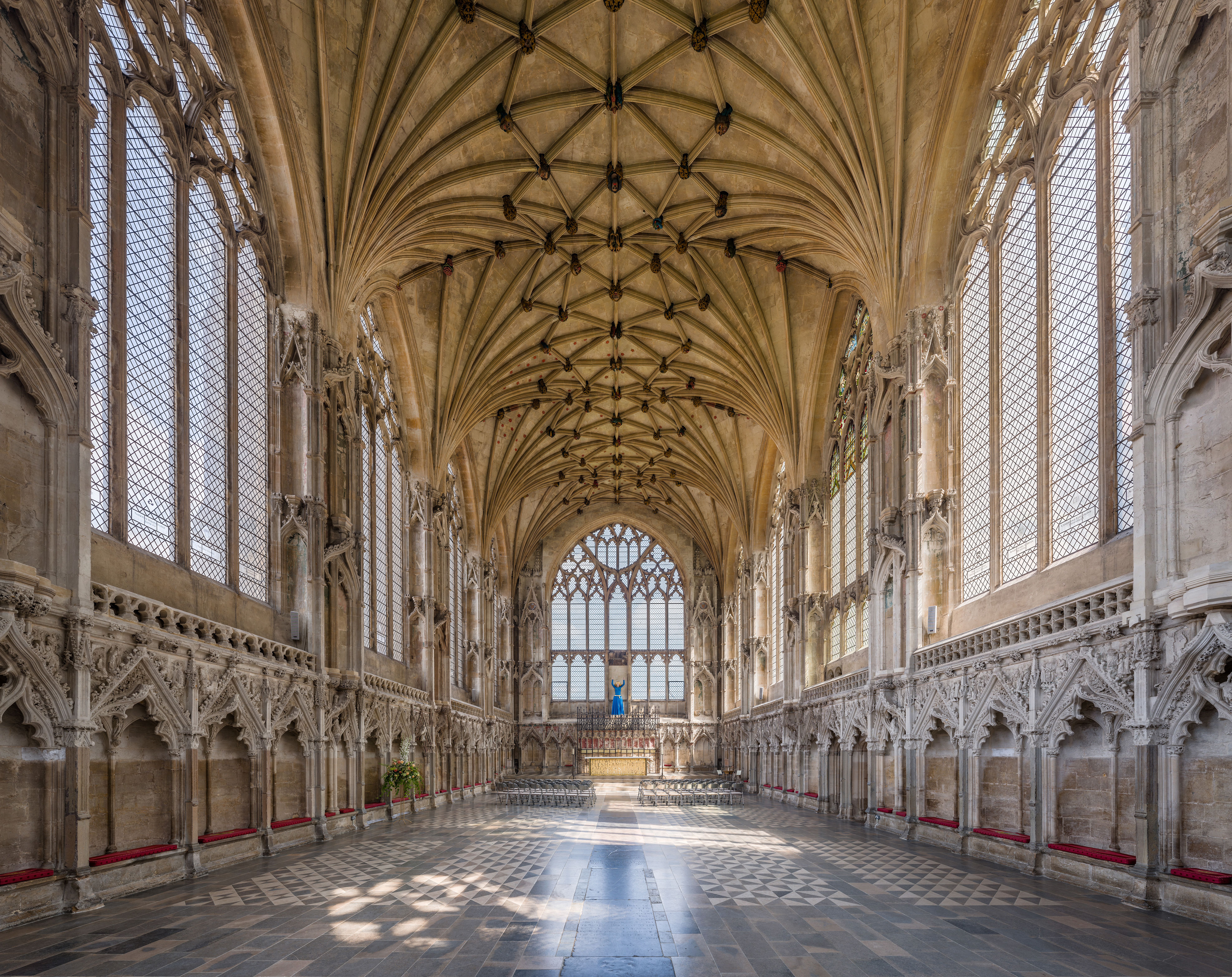
Interior de Lady Chapel

En 1539, durante la disolución de los monasterios llevada a cabo por Enrique VIII de Inglaterra, la catedral sufrió solo daños menores, pero el sepulcro de Santa Etheldreda fue destruido. La catedral fue refundada en 1541, aunque muchas de las estatuas resultaron dañadas.
El obispo de Ely a mediados del siglo XVII fue Matthew Wren, cuyo sobrino Christopher Wren fue responsable de la construcción de un pórtico gótico que data de los años 1650, en el frente norte de la catedral.
El edificio de la catedral ha sido objeto de varios proyectos de restauración importantes:
1. en el siglo XVIII, bajo la supervisión de James Essex.
2. en 1839, bajo la dirección de George Peacock, con el arquitecto George Gilbert Scott. En esta restauración se añadió un techo de madera pintada a la nave.
3. de 1986 a 2000.

Actualmente, el edificio se encuentra en uso activo y alberga una colección de vitrales que datan desde el siglo XIII hasta el presente, que son de importancia nacional. Asimismo incluye obras de artistas contemporáneos notables, como Ervin Bossanyi, entre otros.

## Música
El compositor Christopher Tye trabajó en la catedral de Ely entre 1543 y 1561, primero como maestro de coro y a partir de 1543 también como organista.

## En la cultura popular
- La catedral aparece de manera destacada en la carátula del álbum de Pink Floyd de 1994, The Division Bell.
- Varios álbumes corales de John Rutter presentan la catedral, una referencia a sus iniciales grabaciones que fueron grabadas en una capilla de tal iglesia.
- Directas referencias a la Catedral de Ely aparecen en el libro para niños El jardín de medianoche de Philippa Pearce, con una versión fílmica en 1999.
- Una sección de la película Elizabeth: La edad de oro fue filmada en la catedral.
- La filmación de la película The Other Boleyn Girl tuvo lugar en la catedral en agosto de 2007.

## Galería de imágenes

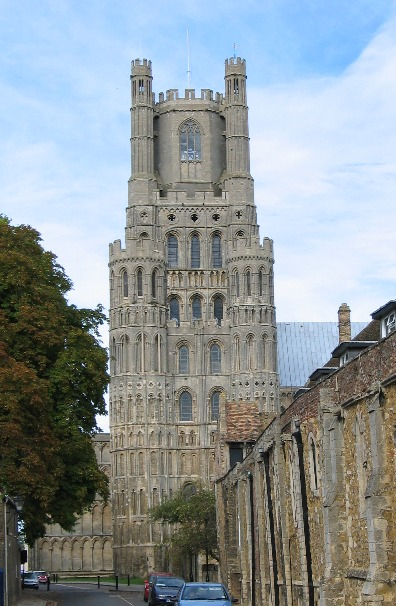
Torre occidental de la Catedral de Ely
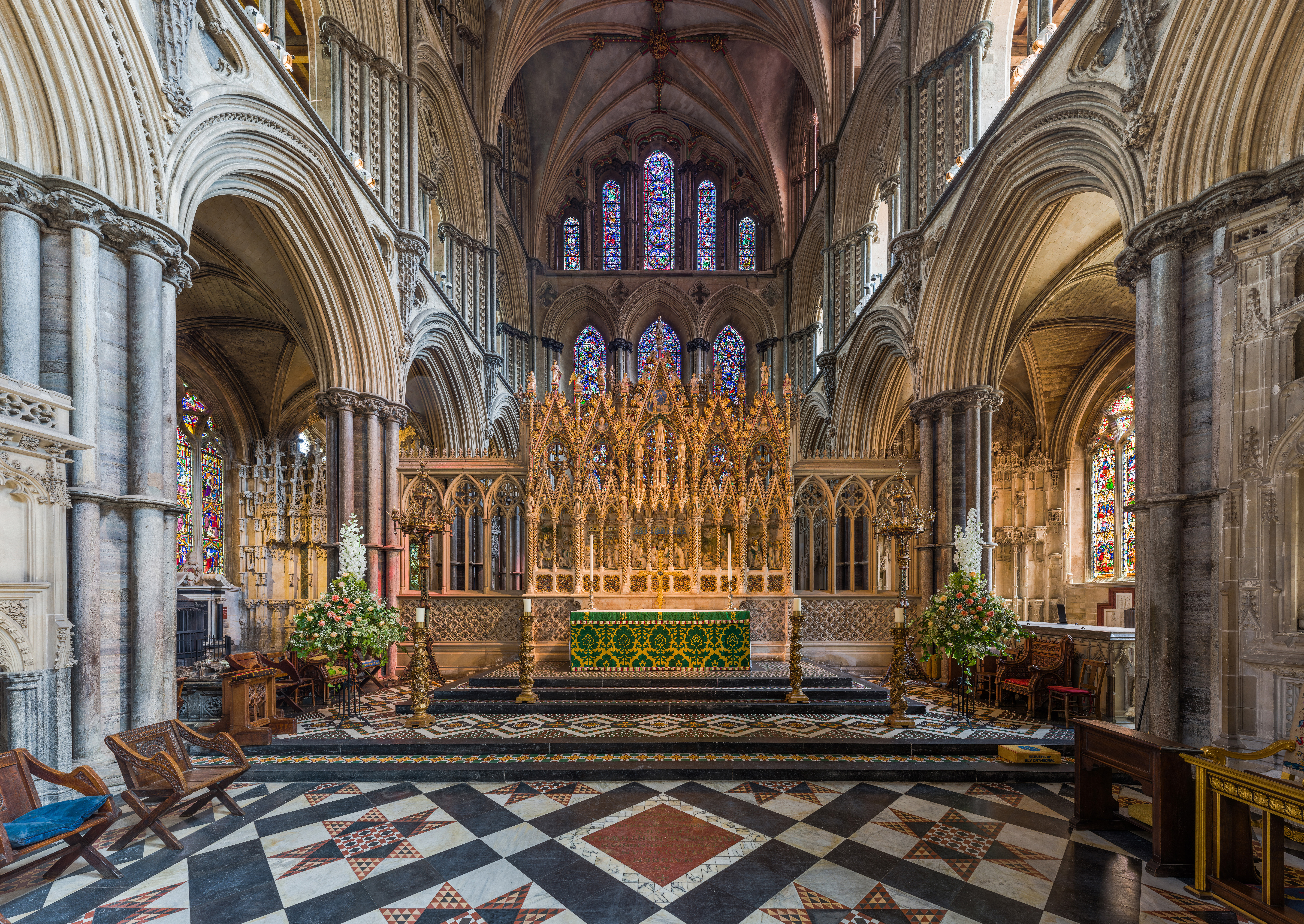
El altar mayor
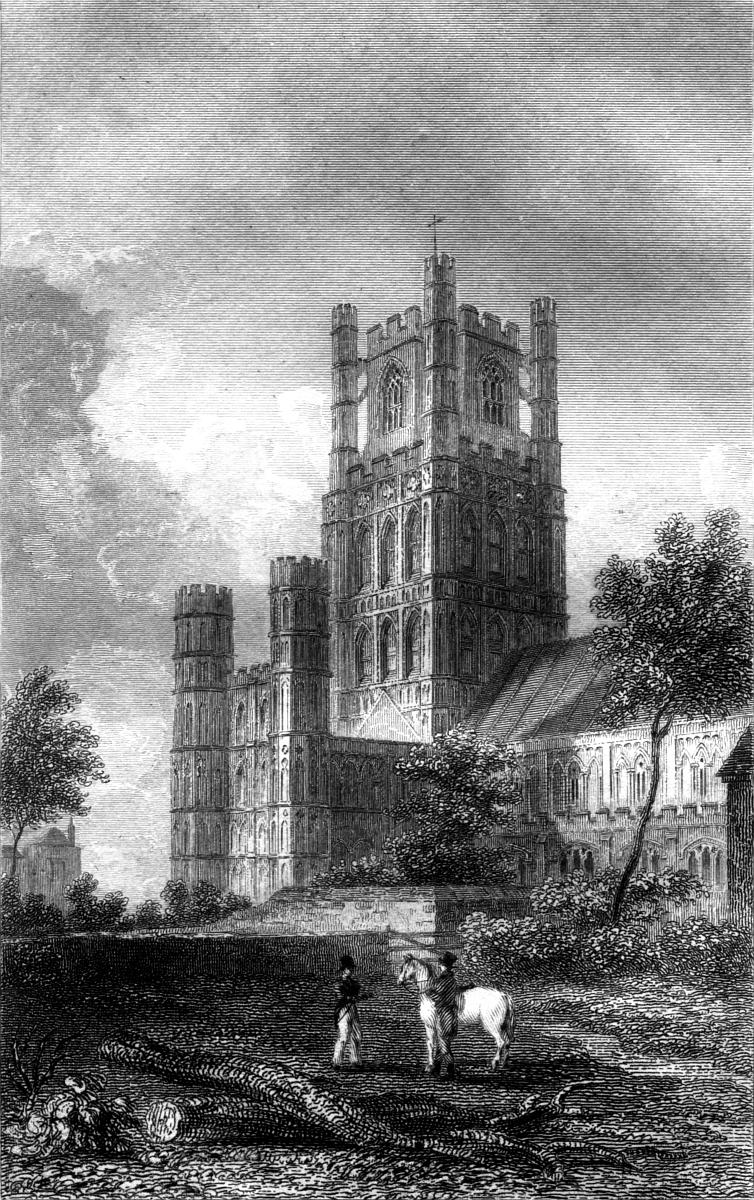
Grabado de la Catedral de Ely (ca. 1830)
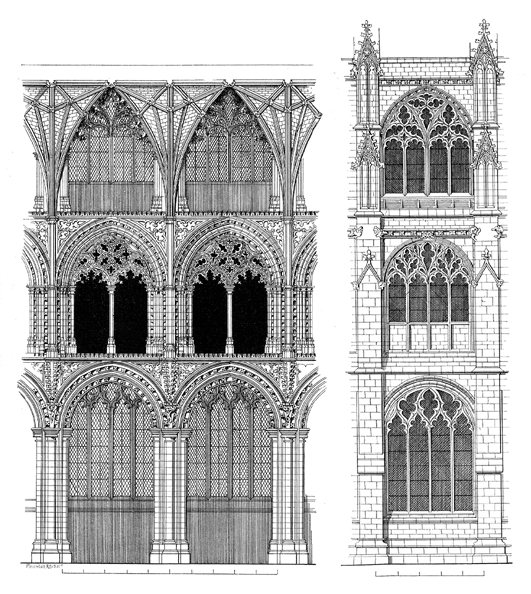
Elevaciones interior y exterior
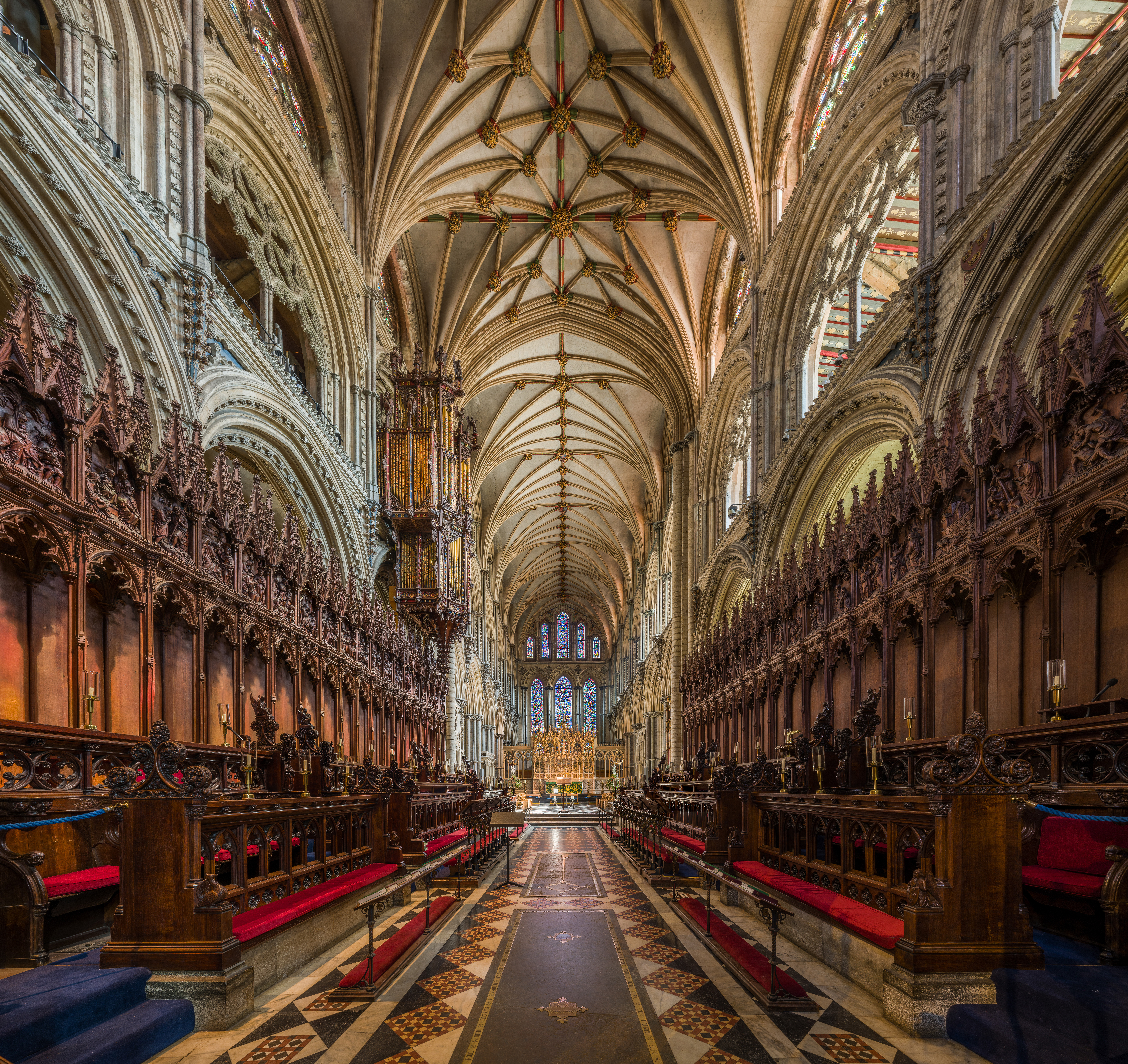
Coro de la catedral
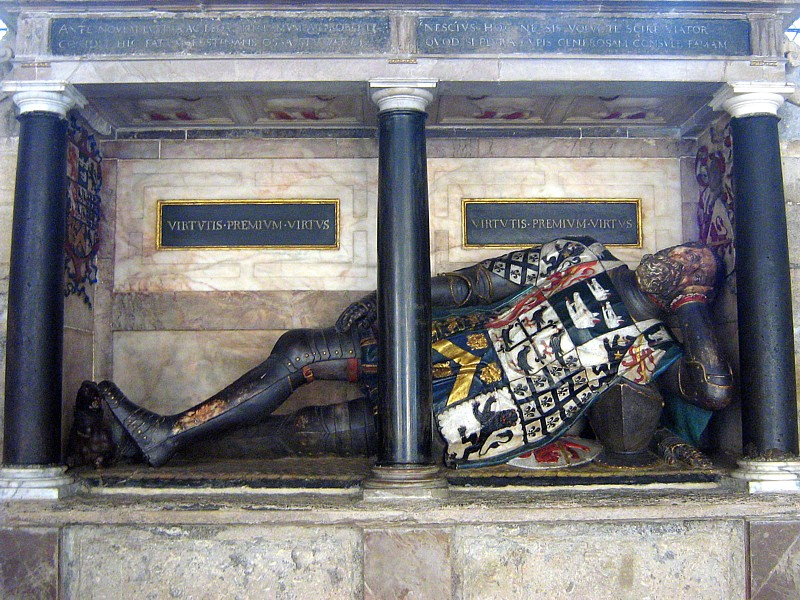
Una tumba en el interior de la catedral
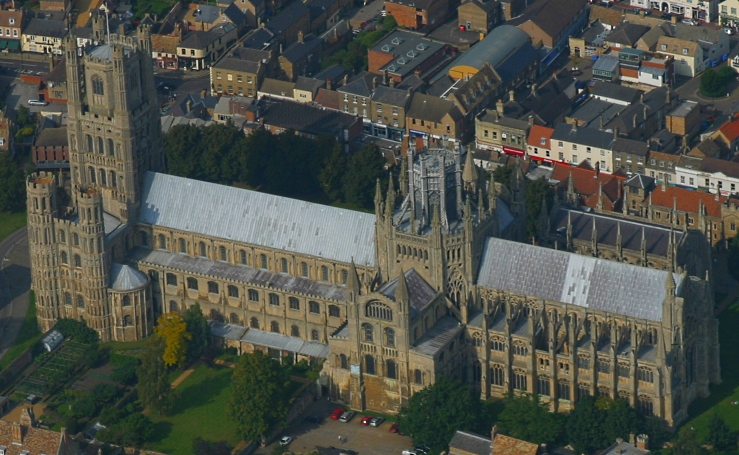
Vista aérea de la Catedral de Ely
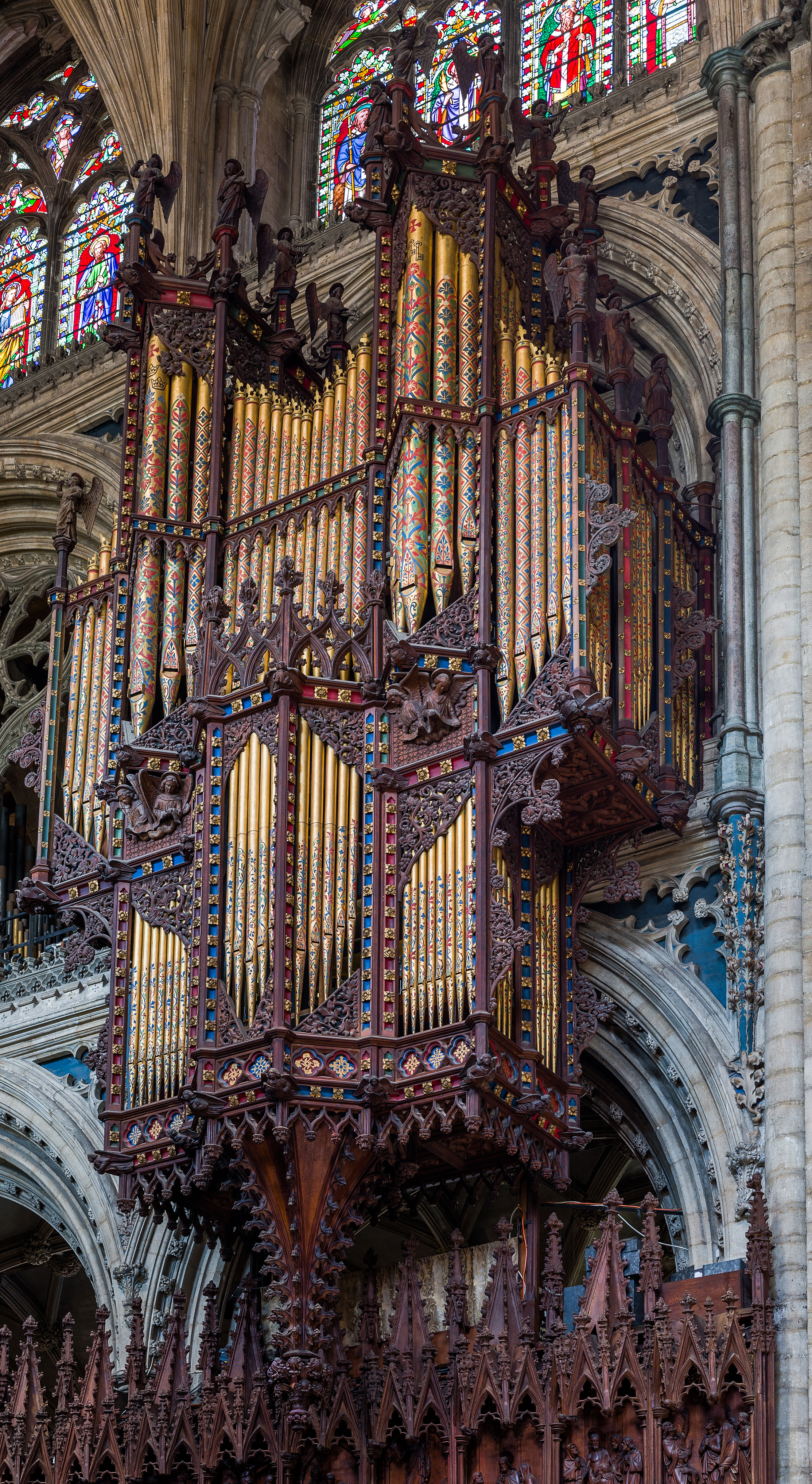
Órgano de la Catedral de Ely